# Rodolfo Zilli
Rodolfo Zilli (Nimis, 29 novembre 1890 – Lannach, 22 luglio 1976) è stato uno scultore e pittore italiano.

## Biografia
Ancora bambino abbandonò Nimis per seguire il padre, umile scalpellino, nel duro calvario dell'emigrazione. Giunto in Germania, Rodolfo Zilli frequentò, sotto la guida del maestro Georg Wrba, l'accademia di Belle Arti di Monaco di Baviera, che allora godeva di una particolare rinomanza, e si fece ben presto notare per la serietà e l'impegno nello studio, ottenendo i primi riconoscimenti.
Nel periodo bellico, fu Bersagliere dell'11º Reggimento e si distinse particolarmente durante le famose battaglie libiche e fu decorato con Medaglia al valor militare e Nastro Azzurro.
Successivamente viaggiò in Italia, in Francia, in Grecia e in Africa. Fu proprio la permanenza in Grecia, a Tripoli e a Bengasi, che permise allo scultore di meditare sulla produzione artistica greca e romana. Quegli esempi furono decisivi per la formazione del suo gusto e del suo stile: da quei canoni di bellezza pura, di estrema perfezione e di sapiente umanità, non si allontanerà mai.
Dopo un periodo trascorso a Parigi, si stabilì a Graz, che gli concesse la cittadinanza onoraria, e lavorò nel vicino castello di Lannach. Si distinse soprattutto per i suoi ritratti, quasi ricalcati, per l'incisività del segno, dalla medaglistica romana, vigorosi e possenti, di un realismo schietto, non accademico ed evasivo, freddo e distaccato, ma rispondente a chi a lungo ha meditato sull'uomo e sulla natura, nobilitati da una vibrazione lirica di alta vitalità plastica. 

La materia è plasmata dalle sue mani con un gesto sicuro e deciso, spesso ricco di simboli nelle composizioni di più ampie dimensioni e di più figure, ognuna delle quali, però, compiuta e valida per se stessa, mantiene la propria pregnante individualità ed è armonicamente inserita nel complesso più ampio. L'euritmia della figurazione, la naturalezza della resa, la forte plasticità con passaggi graduati di piani, senza ricerche esibizioniste o stupefacenti, senza impennate baroccheggianti, ma vera trascrizione meticolosa e oculata del dettato estetico del mondo classico, divenuto costume di vita, fanno apprezzare il maestro in tutti gli ambienti colti, laici ed ecclesiastici.
Numerose sono le sculture e i monumenti realizzati da Zilli, disseminati nei musei e commissionatigli per opere pubbliche in vari Paesi europei. Numerose sono le raffigurazioni di arte sacra e le incisioni di medaglie di personalità europee. 
La televisione austriaca, quella italiana, tedesca, belga, lussemburghese e varie radio hanno parlato della sua arte. 
Nell'ottobre del 1967 è stato ricevuto in udienza privata da Papa Paolo VI e nominato Commendatore di San Silvestro.
Dal governo austriaco gli è stata conferita la Gran Croce d'Onore della Repubblica austriaca per le Scienze e le Arti. Le Poste lussemburghesi hanno emesso tre francobolli speciali « Zilli » con l'effigie di Robert Schuman, Gaetano Martino, P. H. Spaak ed « Europa » ugualmente coniati in medaglie.
Fu membro delle Accademie di Scienze, Lettere e arte di Udine, Milano, Roma, ecc. Era Commendatore della Repubblica e ricevette l'ambito premio friulano « Epifania » che comporta pure l'antico titolo di « Cavaliere del Friuli », come anche la Medaglia d'Onore della città di Graz, la medaglia d'oro della Stiria, il « Lion d'oro 1975 ».

## Opere
Tra le sue opere troviamo: i busti del Patriarca Urbani, di Giovanni XXIII, del modello di Beppino Sarto, futuro Papa Pio X, un bassorilievo in bronzo raffigurante Robert Schuman, oggi sulla sua tomba presso Metz, il busto in bronzo del dantista Rudolf Palgen, il bassorilievo di Gaetano Martino, il bassorilievo in bronzo di Hans Furler, e altri.
Aveva iniziato un gruppo monumentale, i « Grandi Europei », che sarebbe stata un'opera grandiosa, quando sopravvenne la morte.
Un cenno particolare merita, peraltro, il ciclo ispirato a Dante con circa trenta sculture e altri cinquanta grandi grafici a colori, ove l'artista, libero dai vincoli di specifiche finalità celebrative, ci offre un saggio della sua vena lirica e dell'originalità del suo linguaggio, che traendo ispirazione dall'arte ellenistica antica e dall'impressionismo moderno dà corpo al mondo ideale dantesco.

Si tratta della realizzazione delle scene dantesche, ed in particolare  di alcune tratte dall'inferno.
Zilli ha affrontato anche un ciclo di opere dedicate alla Genesi e all'Apocalisse, purtroppo rimasto incompiuto. Gran parte di queste opere si trova raccolta nel « Museo Zilli » nel Castello di Stainz presso Graz, messo a disposizione dalle autorità della Stiria.